# Sistema elettorale in Germania

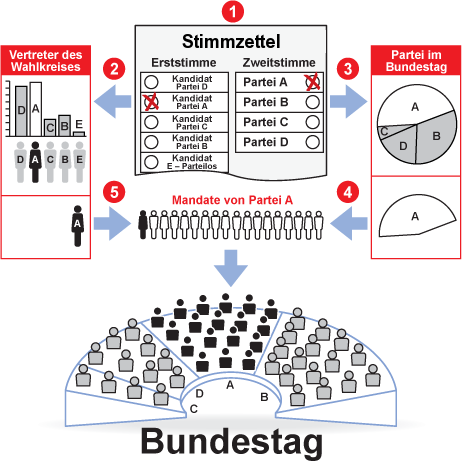
Il sistema proporzionale personalizzato della Repubblica Federale Tedesca

Il sistema elettorale tedesco è il meccanismo adottato in Germania per determinare, in base ai voti espressi dagli elettori, l'assegnazione dei seggi del Bundestag, cioè la camera dei deputati. I componenti del Bundesrat, che rappresentano i "Bundesländer" (gli Stati federati), non sono eletti direttamente dagli elettori, ma vengono designati dai rispettivi governi statali.
I sistemi elettorali per le elezioni regionali o comunali variano significativamente da Land a Land e non verranno trattati in questa voce.
Il sistema elettorale in vigore è definito come un sistema proporzionale personalizzato (in tedesco: personalisierte Verhältniswahl), che combina elementi del sistema proporzionale e di quello maggioritario, con l'obiettivo di garantire rappresentatività politica e un legame diretto tra elettori ed eletti. Di seguito, le sue principali caratteristiche sono:
1. Proporzionalità: la determinazione della forza politica del Bundestag è determinata secondo il sistema proporzionale a livello dei "Bundesländer".
2. Personalizzazione: la possibilità del voto del candidato del collegio uninominale determina un rapporto diretto tra elettore ed eletto.
3. Meccanismi di correzione: la soglia di sbarramento altera la rappresentatività proporzionale pura, escludendo i piccoli partiti, che tuttavia possono trovare rappresentanza in parlamento tramite eventuali candidati eletti nei collegi uninominali.

L'Articolo 38 della costituzione tedesca fissa i principi fondamentali che devono essere soddisfatti dalla legge elettorale, la cadenza quadriennale delle elezioni e i requisiti di età per l'elettorato attivo e passivo. I meccanismi concreti del sistema elettorale non sono invece ancorati nella legge fondamentale dello Stato.
Nella sentenza del 3 luglio 2008 la corte costituzionale ha dichiarato incostituzionale la suddivisione dei seggi prevista dalla legge elettorale vigente. Anche le correzioni entrate in vigore il 3 dicembre 2011 non hanno soddisfatto i giudici della corte costituzionale, pronunciatasi il 25 luglio 2012. Le nuove modifiche sono state approvate a larghissima maggioranza il 9 maggio 2013. Il punto centrale di quest'ultima riforma è costituito dall'introduzione dei cosiddetti mandati di compensazione (Ausgleichsmandate).

## Basi giuridiche costituzionali

### Principi della legge elettorale
L'articolo 38 della costituzione tedesca stabilisce che:
(art.38 della Legge fondamentale della Repubblica Federale di Germania)
I sei principi fissati in questo articolo, pur non essendo fissati nella prima parte della costituzione, sono da considerarsi giuridicamente equivalenti ai principi fondamentali ivi contenuti e pertanto sul loro rispetto può essere chiamata a pronunciarsi la corte costituzionale.
Delle elezioni sono generali se in linea di principio ogni cittadino vi può partecipare, nei limiti di età specificati nel secondo comma dell'articolo 38 della costituzione federale. Un'esclusione di ristretti gruppi di persone dal diritto di voto attivo non è necessariamente in contrasto con la legge fondamentale. L'esclusione dal diritto di voto passivo è vincolata in maniera meno restrittiva.

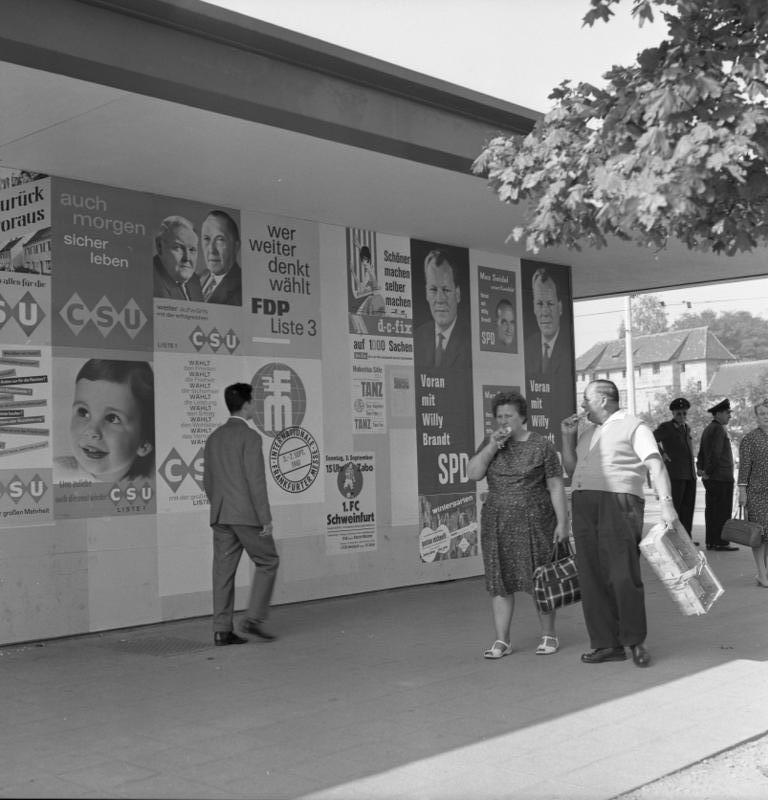
elezioni federali del 1961

Il diritto di voto è riservato ai cittadini tedeschi e ai "rifugiati o espulsi di nazionalità tedesca" (articolo 116 della costituzione) se residenti in Germania. Infatti il popolo, che in base all'articolo 20 detiene il potere e lo esercita tramite le elezioni e gli organi legislativi, esecutivi e giudiziari, è in base alla sentenza del 31 ottobre 1990 della corte costituzionale soltanto il popolo tedesco.
Un'elezione è diretta se la volontà dell'elettore ne determina direttamente l'esito. Un'intermediazione da parte di grandi elettori come avviene per l'elezione del presidente degli Stati Uniti non è pertanto consentita. La scelta di una lista di candidati da parte dei partiti non è invece anticostituzionale.
Un'elezione è libera se lo Stato non obbliga il cittadino ad una specifica scelta; anche il diritto a candidarsi (diritto di voto passivo) rientra nella libertà di voto. In base ad un pronunciamento della corte costituzionale, la libertà di voto non sarebbe invece violata da un obbligo di voto, se esso venisse introdotto nella legge elettorale. Sarebbero invece incostituzionali spot elettorali fatti a spese dello Stato; il governo federale può però svolgere attività di informazione per l'elettorato, a patto di mantenere un punto di vista strettamente neutrale.
Un'elezione è segreta, se il voto da parte di ogni elettore non può essere conosciuto a nessun altro. La legge elettorale vieta addirittura all'elettore di esprimere pubblicamente la sua scelta al seggio. Da questo punto di vista è problematico il voto per posta, che dovrebbe rappresentare un'eccezione, poiché non garantisce la segretezza. Tuttavia il voto per posta non è anticostituzionale, poiché una sua eliminazione limiterebbe la generalità del voto, considerata un principio di rango superiore.
Il principio di uguaglianza prevede che ogni elettore abbia lo stesso peso sull'esito delle elezioni. La corte costituzionale ha fissato differenti vincoli per il sistema proporzionale e per quello maggioritario, entrambi ritenuti costituzionali. In un sistema maggioritario deve essere mantenuta l'uguaglianza di peso, cioè ogni voto deve avere approssimativamente lo stesso peso; tale principio sarebbe ad esempio violato se due collegi uninominali avessero una popolazione significativamente diversa. In un sistema proporzionale è anche richiesta l'uguaglianza delle possibilità di successo, cioè che ogni voto deve avere lo stesso influsso sulla distribuzione dei seggi. Sono però consentite limitazioni, come la soglia di sbarramento per i partiti che abbiano meno del 5% delle preferenze di lista o meno di tre mandati diretti Una clausola di sbarramento con una percentuale più alta del 5% sarebbe invece incostituzionale, a meno che non ci siano motivi particolari e stringenti che la giustifichino.

### Diritto di voto

#### Elettorato attivo
Il diritto di voto attivo è riservato ai cittadini tedeschi che alla data delle elezioni
- abbiano un'età di almeno 18 anni,
- da almeno tre mesi siano residenti o domiciliati in Germania
- non siano esclusi dal diritto di voto.

Possono votare anche i cittadini tedeschi residenti all'estero se soddisfano le altre due condizioni di cui sopra e inoltre
- se dopo il compimento del 14º anno di età sono stati residenti o domiciliati in Germania per almeno tre mesi consecutivi e se ciò è avvenuto meno di 25 anni prima oppure
- se personalmente e direttamente hanno acquisito informazioni sulla situazione politica tedesca e ne sono toccati nei loro interessi.

Se un cittadino tedesco con diritto di voto si trasferisce in Germania da un altro paese, non deve soddisfare il requisito dei tre mesi di residenza in territorio tedesco.
Sono esclusi dal diritto di voto i cittadini
- a cui sia stato tolto il diritto di voto da un tribunale in seguito ad una condanna per alcuni reati particolarmente gravi;
- che necessitino di un'assistenza continuativa e totale da parte di un'altra persona;
- che nell'ambito di un procedimento penale siano stati dichiarati incapaci di intendere e volere e siano dunque ricoverati in un ospedale psichiatrico.

#### Elettorato passivo
Per essere eleggibili nel Bundestag è necessario essere in possesso della cittadinanza tedesca e avere raggiunto la maggiore età.
Tuttavia sono esclusi dall'elettorato passivo i cittadini che non siano in possesso dell'elettorato attivo e coloro che sono stati condannati da un tribunale all'interdizione dai pubblici uffici. In base al § 45 del codice penale tedesco, i cittadini condannati in via definitiva ad una pena di almeno un anno di reclusione sono ineleggibili per cinque anni. L'eleggibilità può essere sospesa da due a cinque anni anche per condanne più lievi, se la legge prevede esplicitamente questa pena accessoria per il reato commesso.
I cittadini tedeschi residenti all'estero possono essere eleggibili anche se non in possesso del diritto di voto attivo.

## Organismi elettorali
Il principale organismo elettorale è il Bundeswahlleiter (ufficiale elettorale federale), che vigila sulla correttezza dello svolgimento delle elezioni, presiede il Bundeswahlausschuss (ufficio elettorale) ed è nominato dal ministero dell'interno. Generalmente tale ruolo è assegnato al presidente dell'ufficio federale di statistica. Al suo fianco ci sono un Landeswahlleiter e un Landeswahlausschuss per ogni Land, un Kreiswahlleiter e un Kreiswahlausschuss per ogni circoscrizione elettorale e un Wahlvorsteher e un Wahlvorstand per ogni distretto elettorale. Questi sono nominati direttamente o indirettamente dal governo del Land. Gli altri membri degli uffici elettorali vengono nominati dagli ufficiali elettorali competenti.
Il ministero dell'interno non può interferire direttamente con l'attività degli uffici elettorali, pur avendo tra i propri compiti quello di fornire le direttive per il corretto svolgimento delle elezioni federali, tramite la Bundeswahlordnung e la Bundeswahlgeräteverordnung, che riguarda l'eventuale utilizzo di strumentazioni elettroniche.

## Scelta dei candidati

### Diritto di presentazione dei candidati
I candidati per i mandati diretti possono essere proposti da un partito politico o anche da singoli elettori, mentre le liste regionali possono essere presentate soltanto da partiti. I partiti che non siano rappresentati nel Bundestag o nel parlamento di un Land da almeno cinque deputati in maniera continuativa per l'intera durata dell'ultima legislatura devono preventivamente fare domanda di riconoscimento all'ufficio elettorale entro il 97º giorno precedente la data delle elezioni. Le candidature devono essere presentate entro il 69º giorno precedente le elezioni. In caso di scioglimento anticipato del Bundestag tali scadenze possono essere accorciate con un provvedimento del ministero dell'interno.
I partiti che necessitano di un riconoscimento da parte dell'ufficio elettorale devono anche raccogliere firme per le loro candidature: ogni candidato diretto deve essere sostenuto da almeno 200 elettori della sua circoscrizione, ogni lista regionale da almeno l'uno per mille degli elettori del Land oppure da almeno 2000 aventi diritto al voto. Anche la candidatura diretta di una persona non sostenuta da alcun partito necessita di almeno 200 firme. I partiti che rappresentano una minoranza linguistica non sono invece tenuti a raccogliere firme. Ogni elettore può firmare per sostenere la candidatura di un solo candidato diretto e di una sola lista regionale. Il mancato rispetto di questa norma comporta l'invalidamento delle firme fatte dall'elettore e un procedimento penale a suo carico.

### Candidature per un mandato diretto
Il candidato di un partito è votato democraticamente con scrutinio segreto da tutti gli elettori della circoscrizione iscritti al partito. In alternativa la candidatura può essere scelta da delegati, votati a scrutinio segreto dagli iscritti al partito. Le candidature possono essere proposte da qualunque elettore iscritto al partito; i candidati possono non essere loro stessi iscritti al partito. A partire dalle elezioni del 2009 non è più consentito presentare un candidato iscritto (anche) ad un altro partito. La procedura della scelta del candidato deve essere verbalizzata e il verbale deve essere consegnato all'ufficio elettorale competente. Quest'ultimo verifica la candidatura e comunica eventuali vizi di forma ad una di due persone di fiducia nominate dal candidato, affinché tutto sia in regola nei tempi previsti.
Una candidatura può essere ritirata mediante una dichiarazione congiunta delle due persone di fiducia oppure tramite un comunicato sottoscritto dalla maggioranza di coloro che avevano firmato per la candidatura. Con una dichiarazione congiunta delle due persone di fiducia è anche possibile sostituire il candidato, se questi perde la sua eleggibilità oppure muore. Se però la candidatura è già stata accettata dall'ufficio elettorale, allora non può più essere ritirata o cambiata.
In caso di morte di un candidato, il voto in una circoscrizione può essere rinviato di al più sei settimane, per consentire la scelta di un nuovo candidato. Le modalità delle elezioni non vengono alterate da un eventuale rinvio ed eventuali neomaggiorenni non possono essere aggiunti alle liste elettorali.

### Liste regionali
Le modalità di nomina della lista regionale sono analoghe a quelle delle candidature dirette. L'ordine delle candidature nella lista è a sua volta determinato da un voto segreto degli elettori iscritti al partito.
Anche la nomina delle persone di fiducia e l'eventuale modifica delle liste è regolata in maniera analoga a quanto avviene per i candidati diretti.

## Funzionamento del sistema elettorale
L'elettore dispone di due voti, denominati rispettivamente primo voto (Erststimme) e secondo voto (Zweitstimme). Va precisato che l'uso di questa terminologia non sottintende un ordine di importanza o una relazione logica tra i due voti. Secondo alcuni sondaggi una percentuale di elettori che va dal 63% (2005) al 70% (2002) è erroneamente convinta che il primo voto sia quello più importante, mentre in realtà entrambi i voti hanno una funzione specifica e, semmai, è il secondo voto ad essere più importante poiché determina i rapporti di forza tra i vari partiti.

### Primo voto

Le circoscrizioni elettorali in Germania nel 2013

Tramite il primo voto l'elettore esprime una preferenza per uno dei candidati diretti della sua circoscrizione; il candidato più votato di ciascuna circoscrizione risulta eletto. In caso di parità l'ufficio elettorale effettua un sorteggio. Scopo del primo voto è di creare un rapporto più diretto tra eletti ed elettori. Al momento il territorio federale è suddiviso in 299 circoscrizioni e ciascuna di esse è rappresentata esattamente da un deputato eletto direttamente. Il primo voto non determina la distribuzione dei seggi tra i partiti, dato che il numero di deputati di un partito eletti direttamente viene scalato dal numero dei seggi previsto tramite il voto di lista.
La suddivisione in circoscrizioni del territorio nazionale è fissata da un allegato alla legge elettorale. Nessuna circoscrizione può intersecare più di un Land e il numero dei cittadini tedeschi residenti non deve discostarsi di più del 25% dalla media nazionale per ogni circoscrizione.

### Secondo voto

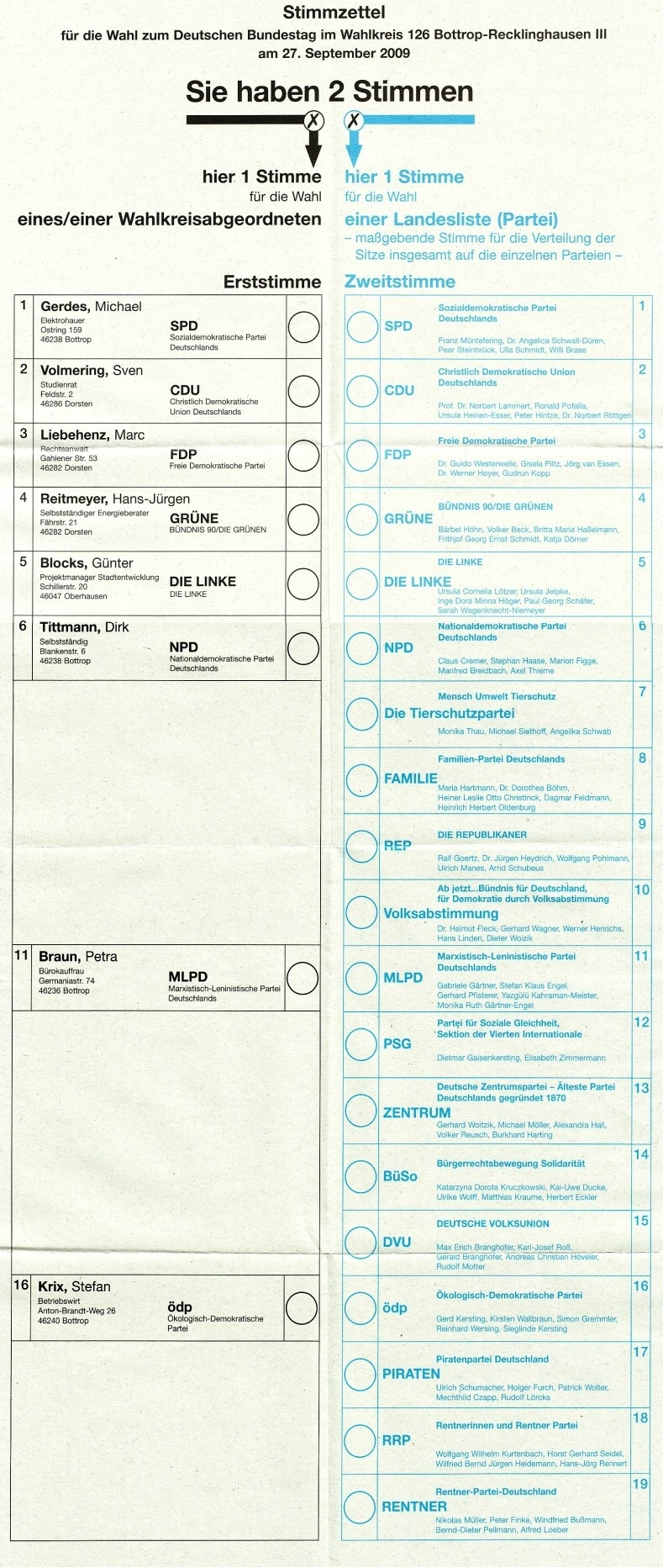
Esempio di scheda elettorale della circoscrizione 126 per la 17ª legislatura

Il secondo voto serve a determinare la suddivisione dei seggi tra i vari partiti e pertanto è determinante per la formazione di possibili maggioranze di governo. Con il secondo voto l'elettore è chiamato a scegliere un partito politico, i cui candidati sono fissati su una lista per ciascun Land. Tutti i 598 seggi del Bundestag sono suddivisi tra i partiti in base alla percentuale in ciascun "Bundesland", escludendo i partiti che abbiano ottenuto meno del 5% dei secondi voti (a livello nazionale) e meno di tre deputati eletti direttamente tramite i primi voti. A partire dalle elezioni del 1987 la suddivisione dei seggi è avvenuta con il metodo Hare-Niemeyer, fino alla riforma del 17 marzo 2008, quando è stato introdotto il metodo Sainte-Laguë-Schepers.
La proporzione dei seggi di ciascun partito corrisponde sostanzialmente alla percentuale dei secondi voti; la principale distorsione è dovuta alla soglia di sbarramento. In base all'articolo 6, comma 1 della legge elettorale vengono ignorate nel conteggio dei secondi voti le preferenze degli elettori che con il loro primo voto hanno contribuito a far eleggere un candidato indipendente, di un partito che non abbia presentato una lista nel Land oppure (dal 2011) un candidato diretto di un partito che non abbia superato la soglia di sbarramento. Questa norma ha la funzione di evitare che il voto di questi elettori abbia un influsso doppio sulla composizione del Bundestag.
Il Partito del Socialismo Democratico, erede del Partito Socialista Unificato di Germania al potere nella Repubblica Democratica Tedesca, ottenne nel 2002 due mandati diretti in circoscrizioni berlinesi ma non superò la soglia di sbarramento, raggiungendo a livello nazionale il 4,0% dei secondi voti. I secondi voti degli elettori di questi due parlamentari sono stati conteggiati poiché i candidati erano presentati da un partito che aveva anche presentato una lista per il Land. La Corte Costituzionale Federale tedesca nel suo pronunciamento del 23 novembre 1988 aveva già fatto notare al legislatore questa lacuna normativa, corretta da una riforma nel 2011, che prevede di ignorare il secondo voto degli elettori che abbiano fatto eleggere un candidato diretto appoggiato da un partito che non abbia superato la soglia di sbarramento.

### Astensione e voti nulli
La legge elettorale non prevede la possibilità di un'astensione; la mancanza di una croce sulla scheda viene conteggiata come voto nullo, separatamente per il primo e il secondo voto.
Il voto è nullo se la volontà dell'elettore non può essere univocamente determinata, se la scheda presenta segni aggiuntivi non previsti oppure se la scheda è falsificata. Nel caso di schede valide per altre circoscrizioni dello stesso Land, a partire dalle elezioni federali del 2009 è invalidato soltanto il primo voto.
Nella legge elettorale non sono invece previste norme per l'annullamento dei voti che presentino dei potenziali segni di riconoscimento come una croce ruotata di 45° o tracciata con una penna di colore insolito. Tali voti sono dunque validi.
Nel caso del voto per posta vi sono alcuni ulteriori motivi di annullamento: se la busta è vuota, contiene più di una scheda oppure ha un formato anomalo. In base all'articolo 39 comma 5 restano invece validi i voti degli elettori deceduti prima del giorno fissato per le elezioni oppure degli elettori che abbiano nel frattempo perso il diritto di voto.
L'effetto dell'astensione equivale a quello del voto nullo anche per il finanziamento pubblico ai partiti, che dipende soltanto dai voti validi. Dopo l'introduzione di massimali per tali finanziamenti, l'effetto dell'astensionismo sulle casse dei partiti in pratica è molto ridotto.

### Soglia di sbarramento
In base all'articolo 6 comma 3 della legge elettorale, i seggi del Bundestag sono suddivisi in maniera proporzionale soltanto ai partiti che abbiano ottenuto almeno il 5% dei secondi voti su scala nazionale. In alternativa per ottenere un numero di seggi proporzionale ai secondi voti è sufficiente che un partito ottenga tre mandati diretti. I voti dei partiti che non abbiano superato una delle due soglie di sbarramento non vengono in alcun modo conteggiati nella distribuzione dei seggi tra gli altri partiti. 
Fino al 2023, era inoltre presente la cosiddetta "regola dei tre mandati diretti", che aveva l'effetto di favorire tra i partiti minori quelli che hanno un elettorato fortemente concentrato in alcune specifiche circoscrizioni, come è stato il caso del Partito del Socialismo Democratico (PDS) alle elezioni del 1994, che ottenne il 4,39% dei secondi voti, ma ben 4 mandati diretti a Berlino, conquistando così ben 30 seggi al Bundestag, o quello di Die Linke (erede del PDS) alle elezioni del 2021, che ottenne il 4,9% dei secondi voti, ma elesse 3 mandati diretti (2 a Berlino e 1 a Lipsia), e quindi guadagnò ben 36 seggi proporzionali più i 3 maggioritari. 
Sono invece esentati dalla soglia di sbarramento i partiti che rappresentano le minoranze linguistiche, come il partito danese Südschleswigscher Wählerverband dello Schleswig-Holstein, che si presentò per l'ultima volta con una sua lista alle elezioni del 1961. Questa eccezione comunque vale solo per le minoranze storiche, come i danesi e i sorbi, non per gli immigrati.

### Distribuzione dei seggi dal 1956 al 2011
Innanzitutto dai 598 seggi disponibili (dal 1957 al 1961 erano 494, dalle elezioni del 1965 fino al 1987 erano 496, alle elezioni del 1990, del 1994 e del 1998 erano 656) viene sottratto il numero degli eletti tramite il primo voto che siano indipendenti o il cui partito non abbia superato la soglia di sbarramento. Alle elezioni federali del 2002 è stato il caso di due seggi del PDS, mentre l'unica volta in cui sono stati eletti dei candidati indipendenti si è verificata in occasione delle elezioni federali del 1949.
I restanti seggi vengono suddivisi proporzionalmente ai secondi voti tra i partiti che abbiano superato la soglia di sbarramento, tramite il metodo Sainte-Laguë (fino al 1985 tramite il metodo D'Hondt e poi fino al 2008 con il metodo Hare-Niemeyer). Lo stesso algoritmo è quindi utilizzato per suddividere proporzionalmente i seggi attribuiti a ciascun partito a seconda del numero di preferenze ottenute nei vari Land.
Viene così determinato il numero di seggi attribuiti ai singoli partiti in ogni Land. A questo punto è possibile determinare quali candidati vengono effettivamente eletti nel Bundestag.
Innanzitutto i candidati dei vari partiti eletti direttamente tramite i primi voti ottengono ciascuno un seggio. Nei Land in cui il numero dei deputati di un partito eletti direttamente è inferiore al numero dei seggi attribuiti al partito, si colma tale differenza tramite i candidati presentati dal partito nella propria lista del Land, seguendo l'ordine in cui questi figurano sulla lista stessa. Eventuali candidati sulla lista del Land che siano anche stati eletti direttamente vengono saltati in questa fase.
Se in un Land il numero dei deputati di un partito eletti direttamente è superiore al numero dei seggi attribuiti al partito, tutti i candidati eletti direttamente entrano comunque a far parte del Bundestag. I seggi in soprannumero attribuiti in questo modo sono denominati mandati in eccedenza (in tedesco: Überhangmandat); il numero dei deputati del Bundestag risulta aumentato del loro numero. Non sono previsti mandati di compensazione (in tedesco: Ausgleichsmandat). Nel 1998 i mandati in eccedenza sono stati 13, nel 2002 ce ne sono stati 5 e nel 2005 sono stati 16. Teoricamente sono possibili fino a 299 mandati in eccedenza, nel caso in cui tutti i mandati diretti vengano conquistati da partiti che abbiano una percentuale di secondi voti così bassa da non ottenere nessun seggio tramite il meccanismo proporzionale.

### Riforma del 2011
La legge in vigore dal 1956 non escludeva il fenomeno del peso di voto negativo (in tedesco: negatives Stimmgewicht). Il problema è legato ai mandati in eccedenza e alla suddivisione dei seggi spettanti ad un dato partito tra le liste di candidati presentate nei vari Land. Se in un Land un partito ottiene dei mandati in eccedenza grazie ai primi voti, può infatti accadere che un piccolo aumento dei secondi voti non aumenti il numero di seggi assegnati al partito a livello nazionale, ma ne alteri la distribuzione tra i vari Land a favore del Land con il mandato in eccedenza, che in questo modo smette di essere tale (ma il candidato sarebbe comunque stato eletto), mentre contemporaneamente il partito perde un seggio in un altro Land.
Nella sua sentenza del 3 luglio 2008 la corte costituzionale ha dichiarato incostituzionale il peso di voto negativo, ordinando al legislatore di modificare la norma entro il 30 giugno 2011.
La riforma approvata da CDU/CSU ed FDP entrò in vigore soltanto il 3 dicembre 2011. La legge riformata prevede che i seggi nel Bundestag siano prima suddivisi tra i vari Land e solo dopo, su scala regionale, tra i partiti, invertendo così l'ordine dei due procedimenti. La suddivisione dei seggi tra i vari Land è calcolata in base al numero degli elettori. I mandati in eccedenza in questo modo non sono stati aboliti. I partiti possono inoltre ottenere ulteriori seggi tramite la cosiddetta Reststimmenverwertung, il cui numero è calcolato nel seguente modo: i secondi voti, che in un Land non abbiano contribuito a far eleggere alcun candidato, vengono sommati su scala nazionale, dopo essere stati divisi per il numero di voti necessari nel Land per ottenere un seggio in più, arrotondando il risultato per eccesso. Tali seggi aggiuntivi vanno alle liste regionali con i maggiori resti, ma con precedenza assoluta ai Land con mandati in eccesso. Dato che nella legge non è chiaramente spiegato come debba essere calcolato esattamente il numero di voti necessari nel Land per ottenere un seggio in più, né come debbano essere calcolati i resti, la normativa risulta poco chiara.
I 214 deputati della SPD e di Alleanza 90/I Verdi hanno richiesto una verifica della costituzionalità della nuova legge elettorale, 3063 cittadini rappresentati dal Prof. Matthias Rossi hanno presentato un loro ricorso e il partito dei verdi ha iniziato un procedimento di conflitto organico (tedesco: Organstreit).
Nel suo pronunciamento del 25 luglio 2012 la corte costituzionale ha dichiarato incostituzionali alcune norme centrali della legge elettorale riformata. Nello specifico i punti sollevati sono stati i seguenti:
- Il problema del peso di voto negativo non è risolto.
- Il numero dei mandati in eccedenza può alterare significativamente la proporzionalità della legge elettorale e pertanto va limitato.
- La Reststimmenverwertung è dichiarata incostituzionale, in quanto viola il principio di uguaglianza (il peso dei voti di due elettori può non essere lo stesso).

Contrariamente al suo pronunciamento del 2008, in questa sentenza la corte costituzionale non specifica un termine entro cui approvare una nuova riforma, rendendo immediatamente inapplicabile la legge elettorale.

### Riforma del 2013
Nell'ottobre del 2012 la CDU/CSU, la SPD, la FDP e Alleanza 90/I Verdi trovarono un accordo per una nuova riforma della legge elettorale, che fu approvata dal Bundestag il 21 febbraio 2013 ed è entrata in vigore il 9 maggio 2013. La principale modifica riguarda i mandati in eccedenza, che dovranno essere riequilibrati in modo da garantire il rispetto della proporzionalità su scala federale. In dettaglio i seggi vengono ora assegnati nel modo seguente:
- Passo 1: In ogni circoscrizione risulta eletto il candidato con il maggior numero di primi voti (come è sempre avvenuto).
- Passo 2: Nella distribuzione dei restanti seggi non vengono considerati i secondi voti dei partiti che non abbiano superato la soglia di sbarramento descritta in precedenza (anche qui, niente di nuovo). Tutti i 598 seggi disponibili sono ora distribuiti tra i vari Land, proporzionalmente alla loro popolazione (limitatamente ai cittadini tedeschi) secondo il metodo Sainte-Laguë. A questo punto i seggi di ciascun Land sono suddivisi tra i vari partiti, proporzionalmente al numero dei secondi voti, sempre usando il metodo Sainte-Laguë. Se un partito a questo punto avesse dei mandati in eccedenza, il numero dei seggi assegnati nel Land a quel partito verrebbe aumentato fino ad eliminare il soprannumero. Il numero dei seggi previsti per il Land viene dunque aumentato fino a poter ristabilire una proporzionalità tra i seggi dei vari partiti in relazione ai loro secondi voti.
- Passo 3: Per ogni partito si considera la somma dei seggi ottenuti al passo 2 in ciascun Land. Il numero così ottenuto è il numero minimo di seggi assegnabili al partito.
- Passo 4: In base al numero dei secondi voti ottenuti su scala nazionale viene ora stabilito col metodo Sainte-Laguë il numero dei seggi spettanti a ciascun partito. Il totale di 598 seggi viene aumentato fino a quando ogni partito ottiene il numero minimo di seggi calcolato al passo 3.
- Passo 5: I seggi spettanti a ciascun partito a livello nazionale vengono ora suddivisi tra i vari Land, sempre col metodo Sainte-Laguë. A questo punto però ogni partito otterrà in ciascun Land un numero di seggi maggiore o uguale al numero dei mandati diretti ottenuti. Può invece accadere che il numero di seggi spettanti al partito sia inferiore a quello ottenuto al passo 2, che quindi è da considerarsi soltanto un calcolo intermedio.
- Passo 6: Se il numero di seggi assegnati ad un partito in un certo Land risulta ora maggiore del numero dei mandati diretti, allora, come avveniva prima della riforma, i seggi restanti sono assegnati ai candidati presentati nella lista del Land del partito, secondo l'ordine nella lista e saltando i candidati già eletti tramite i primi voti.

In alcune situazioni particolari sono tuttora possibili delle variazioni rispetto alla regola generale nella distribuzione dei seggi:
- Se vengono eletti dei candidati diretti indipendenti, di partiti che non abbiano superato la soglia di sbarramento o che non abbiano presentato una lista nel Land (come detto in precedenza, ciò è avvenuto soltanto nelle elezioni federali del 1949 e in quelle del 2002), si diminuisce in maniera corrispondente il numero dei seggi da suddividere con il meccanismo proporzionale (vedere il passo 2 qui sopra). I secondi voti degli elettori che hanno fatto eleggere tali candidati non vengono considerati nella suddivisione dei seggi, mentre ovviamente sono conteggiati ai fini della verifica del superamento della soglia di sbarramento.
- Se un partito ottiene più della metà dei voti sul totale dei partiti che abbiano superato la soglia di sbarramento, ma non la maggioranza assoluta dei seggi al Bundestag (questa situazione non si è mai verificata, ma non è esclusa a priori), allora al partito vengono assegnati seggi aggiuntivi fino al conseguimento della maggioranza assoluta.

Il nuovo algoritmo di assegnazione dei seggi può portare ad un significativo aumento del numero dei deputati eletti. Alle elezioni federali del 2009 sarebbero stati eletti 671 invece di 622 deputati. Il peso di voto negativo con la nuova legge è molto più infrequente, ma non del tutto escluso. Se questa legge fosse stata applicata nel 2009, allora 8000 voti in più per Die Linke ad Amburgo avrebbero ad esempio avuto come conseguenza un seggio in meno per il partito. Il meccanismo è il seguente: se un piccolo partito guadagna in un Land un seggio ai danni di un partito con molti mandati in eccedenza, allora il numero dei mandati di compensazione nazionali diminuisce e questo può portare alla perdita di seggi per tutti i partiti, compreso quello piccolo che abbiamo considerato. Si tratta dunque essenzialmente di un peso di voto negativo in termini assoluti (numero di seggi), ma in parte anche in termini relativi, a causa degli arrotondamenti.

### Riforma del 2020
Nell'ottobre del 2020, il Bundestag ha approvato una riforma elettorale con l'obiettivo di ridurre il numero dei parlamentari. Questa riforma prevede due fasi di entrata in vigore: la disposizione che prevede in prima battuta un metodo diverso di calcolo del numero minimo di seggi a livello nazionale di cui al passo 3, cioè viene presa in considerazione la cifra più alta tra quella dei mandati diretti ottenuti dai partiti nei singoli Länder e quella, arrotondata per eccesso, che costituisce la media tra il numero dei mandati diretti e il numero dei seggi assegnati ai partiti nei singoli Länder, è entrata in vigore subito ed è stata già applicata in occasione delle elezioni federali del 2021, così come la disposizione che stabilisce che, nell'effettuare la ripartizione dei seggi a livello nazionale di cui al passo 4, fino a 3 mandati in eccedenza possano non essere compensati. La disposizione che prevede la riduzione dei collegi uninominali da 299 a 280, invece, entrerà in vigore a partire dal 1º gennaio 2024. Va osservato il fatto che, poiché la CSU nelle elezioni del 2021 ha ottenuto 11 mandati in eccedenza vincendo in 45 dei 46 collegi uninominali della Baviera, la disposizione che ha modificato il metodo di calcolo del numero minimo dei seggi a livello nazionale non ha avuto alcun effetto; di contro, se il meccanismo di compensazione non fosse stato modificato il Bundestag avrebbe avuto 787 deputati, cioè 51 membri in più (non sono stati compensati 3 degli 11 seggi eccedenti ottenuti dalla CSU).

### Riforma del 2023
Nel marzo del 2023, il Bundestag ha approvato una riforma elettorale che ha lo scopo di ridurre ulteriormente il numero di parlamentari. La nuova legge fissa il numero di seggi a 630, eliminando i seggi compensativi. Per garantire comunque che i risultati siano proporzionali alla percentuale nazionale, se una lista ottiene mandati in eccesso, perdono il seggio i parlamentari di tale lista eletti nei collegi uninominali. La rimozione di mandati in eccesso procede in ordine crescente, ovvero viene privato del seggio prima il candidato uninominale che ha preso la percentuale di voti più bassa, poi il candidato uninominale che ha preso la seconda percentuale di voti più bassa, ecc., fino a quando il numero di mandati di una lista combacia con la proporzione di voti ottenuti a livello nazionale, così come calcolata dal metodo Sainte-Laguë. Viene inoltre eliminata la regola dei tre mandati diretti, che consentiva ai partiti che vincevano almeno tre seggi uninominali di accedere alla quota proporzionale anche se non superavano la soglia di sbarramento del 5%.

## Possibilità di ricorsi

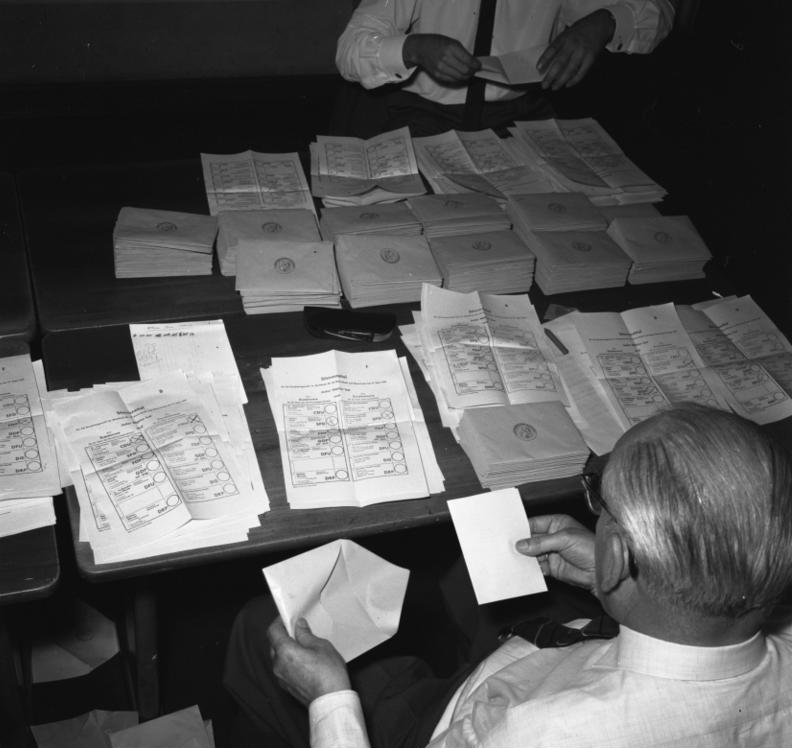
Scrutinio alle elezioni federali del 1961

Entro due mesi dallo svolgimento delle elezioni, qualunque elettore può chiedere una verifica della correttezza delle procedure. In base alla normativa vigente e a pronunciamenti della corte costituzionale, la giunta per le elezioni del Bundestag è tenuta a respingere i ricorsi, la cui eventuale fondatezza non altererebbe la composizione del Bundestag. La giunta per le elezioni è chiamata a pronunciarsi esclusivamente sul rispetto della legge elettorale, non sulla sua eventuale incostituzionalità.
Se un ricorso è respinto dal Bundestag, entro ulteriori due mesi di tempo è possibile rivolgersi alla corte costituzionale.
Se il ricorso è accolto, il deputato interessato decade dalla carica di deputato, ma può a sua volta presentare un ricorso.
Fino ad oggi la corte costituzionale non ha mai ribaltato una decisione del Bundestag su un ricorso riguardante un'elezione federale, ma è capitato che i giudici dessero sostanzialmente ragione ad un ricorrente.

## Discussioni sull'introduzione di una quota maggioritaria
Come abbiamo visto, la legge elettorale vigente è essenzialmente di tipo proporzionale, dato che vari meccanismi correttivi annullano le alterazioni dovute alla presenza dei collegi uninominali.
Alla fine del 1955 la CDU/CSU assieme al Partito Tedesco (Deutsche Partei) presentò una proposta per introdurre una componente maggioritaria del 60% nella legge elettorale, dopo che nel 1953 c'era già stata una proposta simile. Tuttavia questo tentativo di Adenauer, volto ad indebolire FDP e SPD, non fu approvato.
All'inizio della prima grande coalizione (1966–1969) tra CDU/CSU e SPD, una forte corrente interna ai due partiti di governo era favorevole all'introduzione di una quota maggioritaria, tanto che la proposta fu addirittura scritta negli accordi di coalizione. La FDP, la cui stessa esistenza era minacciata dall'eventuale introduzione di una quota maggioritaria, protestò duramente. Alla fine la proposta non fu approvata per l'opposizione della SPD, che non vi riconobbe potenziali di crescita per la sua rappresentanza al Bundestag. In seguito a questa bocciatura il ministro dell'interno Paul Lücke (CDU) rassegnò le dimissioni il 2 aprile 1968. Negli anni seguenti non ci sono più state proposte di modifica della legge elettorale in senso maggioritario.

## Quadro storico
La costituzione tedesca, chiamata Legge fondamentale della Repubblica Federale di Germania (in tedesco Grundgesetz) fu approvata nel 1949. Essa fissa alcuni principi fondamentali del sistema elettorale tedesco, ma il Parlamentarischer Rat non riuscì a trovare un accordo per fissare nella costituzione la legge elettorale.

### Elezioni del 1949
Non essendoci un parlamento eletto, la legge elettorale per le elezioni federali del 1949 fu promulgata dai presidenti dei Land. Il diritto di voto attivo era previsto per i cittadini di età maggiore o uguale a 21 anni, mentre il diritto di voto passivo era concesso dopo il compimento del 25º anno.
Il numero di seggi del Bundestag fu fissato a quota 400, a cui vanno aggiunti eventuali mandati in eccedenza e 19 deputati per Berlino. Il territorio federale fu suddiviso in 242 circoscrizioni, in ciascuna delle quali veniva eletto il candidato diretto con il maggior numero di primi voti, come avviene anche oggi. Alle elezioni del 1949 vi furono due mandati in eccesso.
Ogni Land gestiva le elezioni in maniera del tutto indipendente; a meno dei mandati in eccedenza, il numero dei deputati di ciascun Land era dunque fissato a priori. Anche la soglia di sbarramento veniva valutata su scala regionale: per superarla bisognava ottenere più del 5% delle preferenze nel Land oppure almeno un mandato diretto.
Ogni elettore aveva a disposizione un solo voto, che andava sia alla lista del Land del partito sia al candidato diretto dello stesso partito. Non era pertanto prevista la possibilità di un voto disgiunto e chi votava per un candidato indipendente non aveva la possibilità di appoggiare contemporaneamente un partito.
Nel caso un candidato di un collegio uninominale risultasse decaduto dalla sua carica, nella sua circoscrizione doveva essere indetta una nuova elezione per sostituirlo. Ciò accadde 14 volte.
La suddivisione dei seggi proporzionali avveniva tramite il metodo D'Hondt, che ha la caratteristica di essere penalizzante per i partiti piccoli. Tale penalizzazione era particolarmente accentuata poiché la ripartizione dei seggi avveniva su scala regionale.

### Riforma del 1953
Alle elezioni federali del 1953 si votò per la prima volta con una legge elettorale promulgata dal Bundestag stesso. Rispetto alla legge del 1949 ci furono alcune significative novità:
- Fu introdotto il sistema del doppio voto, con la possibilità del voto disgiunto.
- La soglia di sbarramento venne calcolata su base nazionale e non separatamente per ciascun Land. Ciò ebbe effetti molto significativi sui partiti piccoli. Alle elezioni federali del 1957 ad esempio il BHE ottenne il 4,6% dei secondi voti su scala nazionale, non superando così la soglia di sbarramento. Avendo però superato il 5% delle preferenze nello Schleswig-Holstein, in Bassa Sassonia, Baviera e Assia, il partito avrebbe ottenuto rappresentanza parlamentare tramite la legge elettorale del 1949. Viceversa la FDP ottenne il 7,7% su scala nazionale, ma solo il 4,6% in Baviera: in base alla legge del 1949 avrebbe dunque dovuto rinunciare alla quota di deputati dalla Baviera.
- La soglia di sbarramento non fu più applicata ai partiti rappresentanti minoranze linguistiche; nonostante ciò il Südschleswigscher Wählerverband della minoranza danese dello Schleswig-Holstein non riuscì ad ottenere alcun deputato.
- Il numero dei seggi fu innalzato da 400 a 484, mantenendo inalterato il numero delle circoscrizioni. A meno di mandati in eccedenza, il numero di mandati diretti coincideva con il numero di mandati assegnati tramite il meccanismo proporzionale e i secondi voti. Il numero dei seggi riservati ai deputati berlinesi fu inoltre aumentato da 19 a 22.
- Nel caso un candidato di un collegio uninominale risultasse decaduto, non fu più necessario ripetere le elezioni nella sua circoscrizione, dato che si decise di sostituirlo con il primo dei non eletti nella lista del Land.

### Riforma del 1956
Mentre le leggi elettorali del 1949 e del 1953 avevano validità limitata alle elezioni immediatamente successive, la legge del 1956 è stata concepita come normativa permanente. Le principali novità rispetto alla legge del 1953 furono l'introduzione del voto per lettera, l'innalzamento della soglia di sbarramento al 5% oppure a tre mandati diretti (in precedenza ne era richiesto uno solo) e l'assegnazione dei seggi ai partiti secondo la proporzione dei voti su scala federale. I seggi conquistati da un partito su scala nazionale dovevano quindi essere spartiti tra le liste dei Land, sempre in proporzione ai voti ottenuti. Conseguenza indesiderata fu la possibilità del peso di voto negativo, discussa nelle sezioni precedenti. Il numero dei seggi (esclusi i deputati berlinesi, senza diritto di voto) rimase inalterato a 484 fino all'integrazione della Saarland il 1º gennaio 1957, quando il numero dei seggi passò a 494.

### Riforma successive al 1957
La legge elettorale è stata modificata numerose volte, anche se nella gran parte dei casi si trattava essenzialmente di dettagli tecnici, come la modifica di scadenze o l'armonizzazione con altre leggi vigenti. A parte le riforme ordinate dalla corte costituzionale per evitare il peso di voto negativo e già discusse in precedenza, le principali modifiche sono state le seguenti:

#### Requisiti di età
In origine la costituzione prevedeva come requisiti di età il raggiungimento dei 21 anni per il voto attivo e quello dei 25 anni per il voto passivo. Tramite una riforma costituzionale, nel 1970 l'età minima per l'elettorato attivo è stata abbassata a 18 anni e quella per l'elettorato passivo è stata vincolata alla maggiore età, che all'epoca veniva raggiunta a 21 anni. Il 1º gennaio 1975, con l'abbassamento della maggiore età da 21 a 18 anni, risultarono infine equiparati i requisiti di età per il voto attivo e passivo.

#### Tedeschi all'estero
Le normative per il voto attivo dei tedeschi residenti all'estero sono state ripetutamente modificate, mentre a partire dal 1956 essi hanno sempre e indistintamente goduto del diritto di voto passivo. Inizialmente il diritto di voto attivo per i tedeschi all'estero era riservato ai dipendenti pubblici che si trovavano fuori dalla Germania per motivi di lavoro e alle rispettive famiglie. Nel 1985 ottennero il diritto di voto i tedeschi residenti all'estero che dopo il 23 maggio 1949 (entrata in vigore della costituzione) fossero stati residenti o domiciliati per almeno tre mesi consecutivi nel territorio della Repubblica Federale Tedesca, a condizione che vivessero in uno Stato del Consiglio d'Europa oppure che avessero lasciato la Germania da meno di 10 anni. Nel 1998 tale intervallo fu allungato a 25 anni. Nel 2008 ottennero il diritto di voto tutti i cittadini tedeschi che dopo il 23 maggio 1949 siano stati residenti o domiciliati per almeno tre mesi nella Repubblica Federale Tedesca nei suoi confini attuali. La norma riformata fu bocciata dalla corte costituzionale il 4 luglio 2012, togliendo di fatto il diritto di voto a qualunque cittadino tedesco residente all'estero. Tutti i partiti rappresentati nel Bundestag si accordarono su una nuova regolamentazione, entrata in vigore il 3 maggio 2013. Accogliendo le osservazioni della corte costituzionale, la nuova normativa prevede che abbiano diritto di voto attivo i tedeschi residenti all'estero, che dopo il compimento del 14º anno di età e non più di 25 anni fa siano stati residenti o domiciliati in Germania per almeno tre mesi consecutivi oppure che personalmente e direttamente abbiano acquisito informazioni sulla situazione politica tedesca e ne siano toccati nei loro interessi.

#### Numero di seggi al Bundestag
Nel 1964 il numero dei deputati fu innalzato a 496. Con la riunificazione della Germania nel 1990 il numero dei seggi in parlamento salì a 656 (senza contare i mandati in eccedenza). Nel 1996 il numero dei seggi fu ridotto a 598, ma dato che la riforma entrò in vigore soltanto alla fine del 1998, la riduzione fu effettiva soltanto con le elezioni federali del 2002. Il numero delle circoscrizioni fu sempre esattamente la metà del numero totale dei seggi.

#### Assegnazione dei seggi
I meccanismi di distribuzione dei seggi rimasero praticamente inalterati tra il 1956 e il 2011, a parte la sostituzione del metodo D'Hondt con il metodo Hare-Niemeyer, considerato più neutrale nel senso che non favorisce i partiti grossi. Nel 2008 questo fu a sua volta sostituito dal metodo Sainte-Laguë.
Alle elezioni federali del 1990 si considerò una soglia di sbarramento modificata, per rendere esecutiva la sentenza della corte costituzionale del 28 settembre 1990. In essa si afferma che la situazione contingente dell'appena avvenuta riunificazione tedesca rende incostituzionale una soglia di sbarramento applicata su scala nazionale. La soglia di sbarramento per entrare nel Bundestag andava dunque superata separatamente nei Land già appartenenti in precedenza alla Repubblica Federale Tedesca, inclusa Berlino Ovest, e ai nuovi Land, cioè a quelli della ex Repubblica Democratica Tedesca. Questa eccezione fu applicata soltanto alle elezioni del 1990.
Per le riforme del 2011, del 2013 e del 2020, si vedano le sezioni corrispondenti.

#### Sostituzione dei deputati decaduti
Fondamentalmente, a partire dal 1953, un candidato decaduto veniva sostituito dal primo dei non eletti nella lista del Land del suo partito. In seguito ad una sentenza della corte costituzionale del 1997 si è creata un'eccezione, nel caso la decadenza riguardi un candidato diretto, il cui partito abbia dei mandati in eccedenza nel suo Land. In questo caso il deputato decaduto non deve essere sostituito. Nella sedicesima legislatura (2005-2009) è dunque capitato che col passare del tempo il numero dei deputati sia sceso da 614 a 611. Questa eccezione non è più giustificata con la riforma del 2013 e pertanto non verrà più applicata.

#### Diritto di candidatura
Dal 1964 i partiti minori che necessitano di una raccolta di firme per presentare una propria lista devono preventivamente richiedere all'ufficio elettorale federale il riconoscimento come partiti. Fino alle elezioni federali del 2009 non era possibile fare ricorso contro un'esclusione prima delle elezioni, ma soltanto dopo il voto. In base ad una modifica della legge elettorale e della costituzione entrate in vigore nel 2012, i partiti non riconosciuti dall'ufficio elettorale possono fare ricorso alla corte costituzionale già prima delle elezioni.

#### Candidati di altri partiti
A partire dal 21 marzo 2008 ai partiti non è più consentito presentare nelle proprie liste persone iscritte ad un altro partito; in particolare cittadini iscritti contemporaneamente a più partiti non possono più essere candidati da nessuno di essi. La ragione di questa modifica fu la candidatura di numerosi membri del partito WASG nelle liste del PDS alle elezioni federali del 2005.